# Laureà Barrau
Laureà Barrau i Buñol (* 27. Dezember 1863 in Barcelona; † 21. Oktober 1957 in Santa Eulària des Riu, Ibiza) war ein katalanischer Landschaftsmaler des Impressionismus.

## Leben und Werk

### Lehrjahre

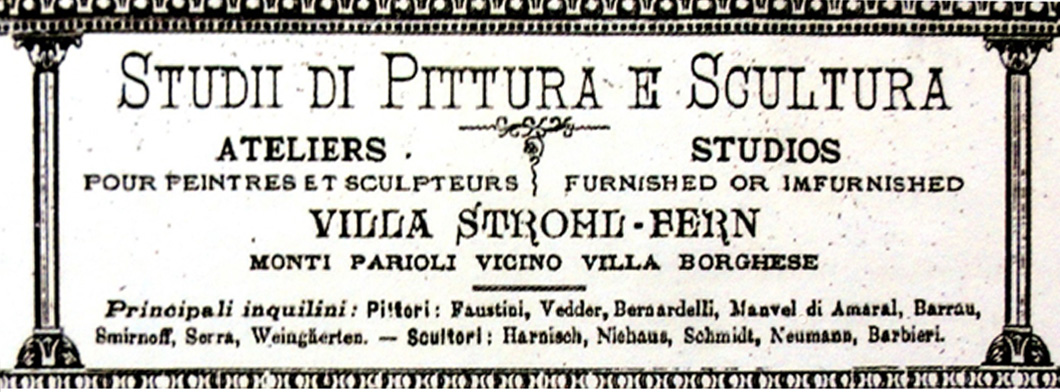
Villa Strohl-Fern (Hauptmieter), in Guida commerciale di Roma, XVIII, 1888

Barrau wurde in einem bürgerlichen Elternhaus geboren. Er absolvierte sein Studium der Bildenden Kunst an der Llotja in Barcelona.  Dort war er Schüler von Antoni Caba. Anschließend studierte er die alten spanischen Meister im Museo del Prado in Madrid. 1884 gewann er ein Stipendium der Stadt Barcelona, um seine Studien an der Académie des Beaux-Arts in Paris bei Jean-Léon Gérôme zu vertiefen. Von 1885 bis 1888 ging er nach Rom mit Aufenthalt in der Villa Strohl-Fern, um die großen italienischen Meister zu studieren. 1889 ging er wieder nach Paris und schrieb sich an der Académie Carrières ein. Er verkehrte dort in einem Kreis spanischer Künstler um den Komponisten Isaac Albéniz. 1898 unternahm er gemeinsam mit dem katalanischen Maler Ramon Casas eine Andalusienreise. Auf dieser Reise hielt er viele Volksbräuche in Bildern fest. In seiner künstlerischen Frühphase widmete er sich der Historienmalerei (z. B. La rendició de Girona, Die Kapitulation von Girona, 1886, Museus d’Art de Barcelona).

### Der Landschaftsmaler
1899 heiratete Barrau die Französin Berta Valier. Das Paar verließ Paris und ließ sich zunächst in Caldetes nieder. Beeinflusst durch Joaquim Vayreda und die Landschaftsmalereischule von Olot entdeckte er die katalanischen Küstenlandschaften von Caldetes, Tossa und später auch diejenigen von Ibiza als künstlerisches Betätigungsfeld. Auf Empfehlung seines Freundes Frederic Rahola war Barrau im Oktober 1912 erstmals nach Ibiza gereist. Hier spezialisierte er sich auf die Darstellung von Figuren in der Landschaft. Barrau bannte immer wieder die Landschaft und die Menschen von Ibiza auf die Leinwand. Er verbrachte sehr viel Zeit seines Künstlerlebens auf Ibiza. Erst ab 1932 wurde er dort beständig sesshaft. Ab etwa 1953 gab Barrau gesundheitsbedingt das Malen auf. Seine letzte Ausstellung hatte er 1954 in der Sala Busquets in Barcelona. Am 21. Oktober 1957 starb er in seinem Haus in Santa Eulària.

### Ehrungen, Preise und Ausstellungen
Auf den Weltausstellungen in Barcelona 1888 und Brüssel 1910 erhielt Barrau jeweils eine Silbermedaille. 1892 und 1894 erhielt Barrau den Ehrentitel Associé del Salon National de Beaux Arts. Sein Werk wurde in zahlreichen Galerien und Museen auf der ganzen Welt, unter anderem in Paris, Barcelona, Madrid, New York, Rom und Buenos Aires ausgestellt. Seit 1887 stellte er regelmäßig in der Sala Parés in Barcelona, eine der führenden Galerien ganz Spaniens, aus. Nach dem Tod von Barraus Witwe im Jahr 1964 wurde in seinem Wohnhaus in Santa Eulària durch die Ortspfarrei ein kleines monografisches Museum mit ungefähr einhundert seiner Werke eingerichtet. Barraus ehemalige Frau hatte zwei Häuser und die künstlerischen Werke der Pfarrei vermacht. Dieses Museum wurde 2010 wegen der unzureichenden Bedingungen für den Erhalt der Kunstwerke wieder geschlossen. Ortspfarrei und Stadtverwaltung von Santa Eulària kamen 2013 überein, dass die Stadtverwaltung für dreißig Jahre das Werk von Barrau für die Öffentlichkeit zugänglich hält. Entsprechend wurden die Bilder restauriert und 2014 im neuen Barrau-Museum im Gebäude Sindicat Agrícola am Passeig de s'Alamera zugänglich gemacht. Im Juli 1985 hatte der Consell Insular d'Eivissa i Formentera in der Sala de Cultura de Sa Nosta von Ibiza eine große anthologische Ausstellung von Laureà Barrau durchgeführt. 2016 hatte die Stadtverwaltung von Santa Eulària ein biografisches Werk von Laureà Barrau herausgegeben, das sein ibizenkisches Werk dokumentiert.

## Wertung
Barrau hat ein umfangreiches Werk mit unterschiedlicher Qualität hinterlassen. Das Hauptwerk ist in der ersten Hälfte des 20. Jahrhunderts angesiedelt. Barraus Kunstverständnis aber entsprach noch demjenigen des ausgehenden 19. Jahrhunderts. Barrau wollte seinem Publikum die Kunst als angenehme und anziehende Alternative zum Alltagsleben schmackhaft machen. Seine Werke bieten neben unterhaltenden Anekdoten, Figuren und Folklorethemen erholende Landschaften. Barrau hatte seine Farbmischungen nie auf der Palette, sondern immer direkt in ungleichmäßigen Pinselstrichen auf der Leinwand erstellt. Hierbei verfließen die Formen im Detail, aber die globalen Visionen der Werke wirken absolut authentisch. Die Wurzeln seines Werkes liegen teilweise im Realismus, hauptsächlich, vor allem hinsichtlich der Lichtgebung, im Impressionismus. Dieser angesprochene Luminismus in seinem Werk brachte Barrau in künstlerische Verwandtschaft zu Joaquín Sorolla.